# Gene Havlick
Gene Havlick (* 16. März 1894 in Enid, Oklahoma; † 11. Mai 1959 in Hollywood, Los Angeles; eigentlich Eugene Charles Havlick) war ein US-amerikanischer Filmeditor.

## Leben
Gene Havlick kämpfte als Soldat im Ersten Weltkrieg. 1928 begann er seine Laufbahn als Filmeditor. Zunächst bei Universal Studios tätig, wechselte er 1929 zu Columbia Pictures, wo er bis 1955 unter Vertrag stand. Während der 1930er Jahre arbeitete er besonders häufig mit Regisseur Frank Capra zusammen. Für dessen Film In den Fesseln von Shangri-La gewann Havlick 1938 zusammen mit Gene Milford den Oscar in der Kategorie Bester Schnitt. 1939 und 1940 erhielt Havlick für die Capra-Filme Lebenskünstler und Mr. Smith geht nach Washington zwei weitere Oscar-Nominierungen. Bei Columbia war Havlick neben Großproduktionen auch für zahlreiche B-Filme zuständig, wie die der beliebten Blondie-Reihe, die auf dem gleichnamigen Comicstrip von Chic Young beruhen.
Havlick starb 1959 im Alter von 65 Jahren in Hollywood. Sein Grab befindet sich auf dem Forest Lawn Memorial Park in Glendale, Kalifornien.

## Filmografie (Auswahl)
- 1931: Die letzte Parade (The Last Parade)
- 1933: Lady für einen Tag (Lady for a Day)
- 1934: Es geschah in einer Nacht (It Happened One Night)
- 1934: Broadway Bill
- 1934: Napoleon vom Broadway (Twentieth Century)
- 1935: Wenn sie nur kochen könnte (If You Could Only Cook)
- 1936: Mr. Deeds geht in die Stadt (Mr. Deeds Goes To Town)
- 1937: In den Fesseln von Shangri-La (Lost Horizon)
- 1938: Lebenskünstler (You Can’t Take It with You)
- 1938: Blondie
- 1939: Blondie Meets the Boss
- 1939: Mr. Smith geht nach Washington (Mr. Smith Goes to Washington)
- 1940: Sein Mädchen für besondere Fälle (His Girl Friday)
- 1940: Blondie on a Budget
- 1940: Blondie Has Servant Trouble
- 1940: Angels Over Broadway
- 1941: Blondie Goes Latin
- 1943: Desperados – Aufruhr der Gesetzlosen (The Desperadoes)
- 1944: Pinky und Curly (Once Upon a Time)
- 1945: 1001 Nacht (A Thousand and One Nights)
- 1947: Späte Sühne (Dead Reckoning)
- 1948: Blut und Gold (Relentless)
- 1948: Ein Pferd namens October (The Return of October)
- 1949: Unerschütterliche Liebe (Shockproof)
- 1949: Der Berg des Schreckens (Lust for Gold)
- 1949: Schweigegeld für Liebesbriefe (The Reckless Moment)
- 1950: Liebe unter schwarzen Segeln (Fortunes of Captain Blood)
- 1950: Robin Hoods Vergeltung (Rogues of Sherwood Forest)
- 1950: Zwischen Mitternacht und Morgen (Between Midnight and Dawn)
- 1951: Unsichtbare Gegner (Santa Fe)
- 1951: Der nächtliche Reiter (The Lady and the Bandit)
- 1951: Das zweite Gesicht des Dr. Jekyll (The Son of Dr. Jekyll)
- 1952: Die schwarze Isabell (Captain Pirate)
- 1952: Goldraub in Texas (Hangman’s Knot)
- 1953: Die Schlange vom Nil (Serpent of the Nile)
- 1953: Der letzte Suchtrupp (The Last Posse)
- 1953: Gefangene der Kopfjäger (Valley of Head Hunters)
- 1953: Der schweigsame Fremde (The Stranger Wore a Gun)
- 1954: Der Kuß und das Schwert (The Iron Glove)
- 1954: Der Empörer (The Saracen Blade)
- 1954: Urwald in Aufruhr (Jungle Man-Eaters)
- 1954: Drei Stunden Zeit (Three Hours to Kill)
- 1955: Rächer in Schwarz (Ten Wanted Men)
- 1955: Ein Mann wie der Teufel (A Lawless Street)
- 1956: Die 7. Kavallerie (7th Cavalry)
- 1957: Einer gegen fünf (Domino Kid)
- 1958: Die blonde Venus (Screaming Mimi)

## Auszeichnungen
- 1938: Oscar in der Kategorie Bester Schnitt zusammen mit Gene Milford für In den Fesseln von Shangri-La
- 1939: Nominierung für den Oscar in der Kategorie Bester Schnitt für Lebenskünstler
- 1940: Nominierung für den Oscar in der Kategorie Bester Schnitt zusammen mit Al Clark für Mr. Smith geht nach Washington